# Vol Aeroservicios Ecuatorianos 767-103
Le 18 septembre 1984, un Douglas DC-8 effectuant le vol Aeroservicios Ecuatorianos 767-103, un vol cargo régulier entre Miami, aux États-Unis, et Guayaquil, en Équateur, avec une escale prévue dans la capitale équatorienne, Quito, s'est écrasé contre une antenne ILS ainsi que plusieurs habitations situées au bout de la piste, à la suite d'un décollage raté à l'aéroport international Mariscal Sucre de Quito. Les quatre membres d'équipage et 49 personnes au sol périssent dans l'accident.

## Avion
L'appareil impliqué est un Douglas DC-8-55F, immatriculé HC-BKN, conçu pour le transport de marchandises, qui a été construit aux États-Unis en 1965. D'abord livré à Trans International Airlines (en) en mai 1965, il a été acheté par Aeroservicios Ecuatorianos (AECA) en août 1983.

## Enquête
L'enquête a conclu que l'équipage n'a pas remarqué que le stabilisateur horizontal était réglé à 0,5° à cabrer, alors que le réglage standard pour le décollage est de 8° à cabrer. Cela a augmenté le temps et la distance nécessaires à l'avion pour décoller, et l'appareil n'a pas disposé de suffisamment de longueur de piste pour pouvoir décoller ou interrompre de décollage. 